# LET TG-10
TG-10 là tên định danh quân sự cho tàu lượn Blanik, được sử dụng cho huấn luyện bay cơ bản tại Học viện Không quân Hoa Kỳ.

## Biến thể
- TG-10B Merlin
- TG-10C Kestrel/"Saber"
- TG-10D Peregrine/"Thunder"